# Жак II (король Кипра)
Яков (Жак) II Бастард или Жак II де Лузиньян (фр. Jacques II de Lusignan; ок. 1438/1440, Никосия — 10 июля 1473, Фамагуста) — король Иерусалима, Кипра и Киликийской Армении (из трёх королевств, входивших в его титул, реально правил только Кипром) с 1464 года, незаконнорождённый сын короля Иоанна (Жана) II и Мариетты де Патрас.

## Ранние годы
Жак был любимцем своего отца, короля Иоанна II. Согласно «Истории» Флорио Бустрона, в 1456 году король назначил 15-летнего Жака архиепископом Никосии, что представляется довольно странным, поскольку 10 мая 1456 года в Риме архиепископом Никосии был назначен Исидор Солунский, сохранявший этот сан до 27 апреля 1463 года. В действительности, когда Жаку исполнилось 14 лет отец пожаловал ему архиепископство Никосийское «in commenda», то есть в управление с целью получения доходов от епархиальных владений, что являлось косвенным признанием королём своего незаконнорождённого сына.
После убийства королевского камергера Якопо Урри (итал. Iacopo Urri) 1 апреля 1457 года причастный к этому преступлению Жак Бастард бежал на Родос на корабле каталанца Хуана Тафура.

## Король Кипра
В 1458 году король, его отец, умер, королевой Кипра стала сводная сестра Жака Шарлотта. В 1460 году Жак оспорил её право на трон, осаждая королеву Шарлотту и её мужа в замке Кирения на протяжении трех последующих лет. После того как в 1463 году Шарлотта бежала в Рим, Жак был коронован. Своего друга и соратника Хуана Тафура Жак II назначил министром двора и титулярным графом Триполи.

## Свадьба, смерть и престолонаследие
20 июля 1468 года в Венеции, исходя из политических соображений, Жак II заочно женился на 14-летней Катерине Корнаро. Окончательно невеста прибыла в Фамагусту в октябре или ноябре 1472 года, где произошла церемония. Жак умер несколькими месяцами спустя, что вызвало подозрения в том, что он мог быть отравлен агентами Венеции, возможно дядей Катерины. В соответствии с завещанием, Катерина, ожидающая наследника, стала регентшей. Наследник Яков (Жак) III умер при подозрительных обстоятельствах в 1474 году, не дожив до своего первого дня рождения, после чего Катерина осталась регентшей Кипрского королевства. В её царствование остров контролировался венецианскими купцами. В 1489 Венеция принудила её отречься, после чего Кипр стал колонией Венецианской республики и оставался ей вплоть до захвата Османской империей в 1571 году.

## Образ короля Жака в литературе
Гражданская война между Жаком II и Шарлоттой Кипрскими является историческим фоном для событий новеллы «Род Скорпионов» (Race of Scorpions) Дороти Дуннетт.

## Брак и дети
Жена: с 10 июня 1468 года (Венеция, по доверенности)/декабрь 1472 года (Фамагуста, лично) Катерина Корнаро (1454, Венеция — 10 июля 1510, Венеция), королева Кипра, титулярная королева Иерусалима и Киликийской Армении 1474—1489, дочь Марка Корнаро, венецианского патриция, и Фиоренцы Криспо из Наксоса. Дети:
- Яков (Жак) III (28 августа 1473 — 26 августа 1474), король Кипра с 1473

До женитьбы король Жак II имел четырёх внебрачных детей:
- Янус (Евгений) (ум. после 8 мая 1536, Венеция), барон ди Баччари; жена: на Паола Маццара Сицилийская
- Жан (Янус) (ум. 29 ноября 1552, Венеция); 1-я жена: с 1504 года N де Торо; 2-я жена: с 1547 года на Виржиния Козаца де Дучи ди Сан Сава
- Шарлотта (ум. 23 марта 1468[5]); муж: с 1463 года Сор де Нав, коннетабль Кипра
- Шарла (1468—1480, Падуя), была замужем либо помолвлена с Альфонсо (1460—1510), бастард Арагонский